# Gisela Wessel

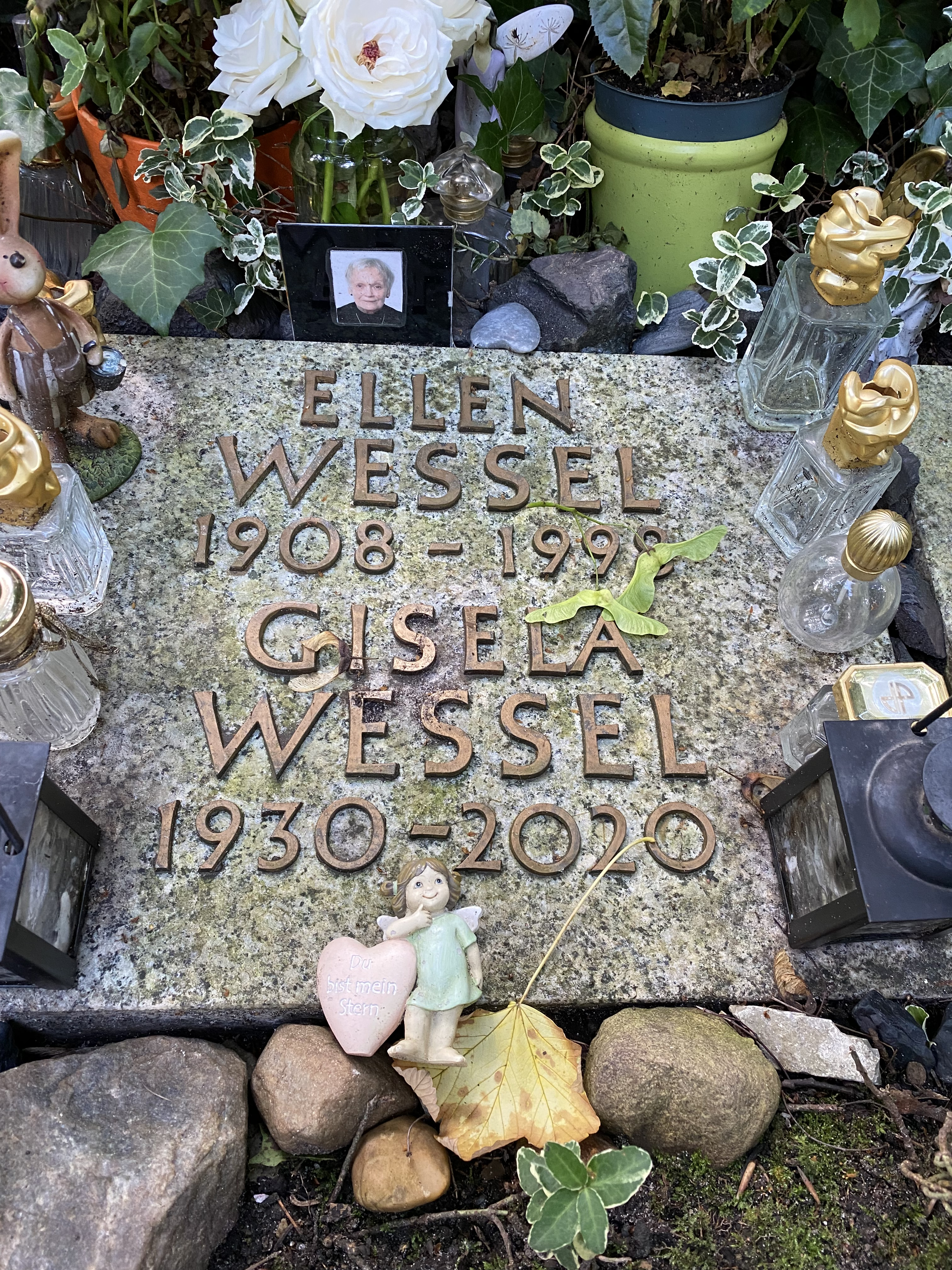
Grabstätte Gisela Wessel auf dem Friedhof Ohlsdorf

Gisela Wessel (* 10. November 1930 in Hamburg; † 14. April 2020 ebenda) war eine deutsche Schauspielerin und Hörspielsprecherin, die auf Hochdeutsch und Plattdeutsch spielte.

## Leben
Gisela Wessel absolvierte eine Schauspielausbildung bei Ida Ehre und Eva Fiebig. Nach einigen Jahren als Schauspielerin in der Provinz erhielt sie ab 1962 ein festes Engagement am Hamburger Ohnsorg-Theater.
Durch ihre zahlreichen Rollen bewies sie sowohl Talent als Charakterschauspielerin als auch im komödiantischen Fach. Insbesondere als Partnerin von Edgar Bessen wurde sie durch die zahlreichen Fernsehübertragungen aus dem Ohnsorg-Theater auch bundesweit bekannt.
Zu ihren großen Erfolgen, welche auch im Fernsehen übertragen wurden, zählten Stücke wie Tratsch im Treppenhaus (1962) mit Heidi Kabel, Erna Raupach-Petersen, Henry Vahl und Edgar Bessen, Vater Philipp (1963) mit Henry Vahl und Heidi Kabel, Meister Anecker (1965) mit Henry Vahl und Christa Wehling, Tratsch im Treppenhaus (1966) mit Heidi Kabel und Edgar Bessen, Verteufelte Zeiten (1968) mit Heidi Kabel,  Alte Liebe – Junges Leben (1969) mit Heinz Lanker und Hartwig Sievers, Mensch sein muss der Mensch (1970) mit Werner Riepel, Henry Vahl und Edgar Bessen, Der möblierte Herr (1971) mit Heidi Kabel und Werner Riepel sowie Und oben wohnen Engels (1978) mit Erna Raupach-Petersen. 1981 wirkte sie schließlich noch in der Ohnsorg-Inszenierung Das Piratenstück mit Karl-Heinz Kreienbaum und Hilde Sicks mit.
Auch in einigen Hörspielproduktionen des NDR war sie zu hören, so zum Beispiel in Homunkula (1961) in der Rolle der Titelheldin und mit Hartwig Sievers und Karl-Heinz Kreienbaum, Weg un Umweg (1962) mit Rudolf Beiswanger und Jochen Schenck oder der Sendereihe Familje Lammers (1966–1968) mit Otto Lüthje und Erna Raupach-Petersen.
Gisela Wessel wurde in der Familiengrabstätte auf dem Friedhof Ohlsdorf im Planquadrat AD 25 beigesetzt.

## Filmografie
- 1957: Die unentschuldigte Stunde
- 1958: Die begnadete Angst – Regie: Konrad Wagner (Fernsehfilm)
- 1969: Haifischbar (Fernsehreihe, 1 Folge)

## Aufzeichnungen aus dem Ohnsorg-Theater
- 1962: Tratsch im Treppenhaus – Rolle: Heike Seefeldt – Inszenierung: Hans Mahler
- 1963: Vater Philipp – Rolle: Sabine  – Inszenierung: Hans Mahler
- 1964: Das Hörrohr – Rolle: unbekannt – Inszenierung: Hans Mahler
- 1965: Meister Anecker – Rolle: Elsbe Lembke – Inszenierung: Hans Mahler
- 1966: Diederk soll heiraten – Rolle: unbekannt – Inszenierung: Günther Siegmund
- 1966: Allzumal Sünder – Rolle: unbekannt – Inszenierung: Günther Siegmund
- 1966: Tratsch im Treppenhaus – Rolle: Heike Seefeldt – Inszenierung: Hans Mahler; Alfred Johst (Fernsehregie)
- 1968: Verteufelte Zeiten – Rolle: Helga – Inszenierung: Hans Mahler; Alfred Johst (Fernsehregie)
- 1969: Alte Liebe – Junges Leben – Rolle: unbekannt – Inszenierung: Hans Mahler; Alfred Johst (Fernsehregie)
- 1970: Mensch sein muß der Mensch – Rolle: Hanne Kleinschmidt – Inszenierung: Hans Mahler; Alfred Johst (Fernsehregie)
- 1971: Der möblierte Herr – Rolle: Olga – Inszenierung: Günther Siegmund; Alfred Johst (Fernsehregie)
- 1971: Jonny der Dritte – Rolle: unbekannt – Inszenierung: Günther Siegmund; Alfred Johst (Fernsehregie)
- 1973: Vier Frauen um Kray – Rolle: Dele Rüsch – Inszenierung: Günther Siegmund; Alfred Johst (Fernsehregie)
- 1974: Der schönste Mann von der Reeperbahn – Rolle: Sabine Steen – Inszenierung: Jochen Schenck; Alfred Johst (Fernsehregie)
- 1975: Pott will heiraten – Rolle: Hulda Maienglanz – Inszenierung: Günther Siegmund (Fernsehregie)
- 1976: Hühner aus Nachbars Garten – Rolle: Lina Müsch – Inszenierung: Karl Otto Ragotzky; Alfred Johst (Fernsehregie)
- 1977: Die Königin von Honolulu – Rolle: unbekannt – Inszenierung: Günther Siegmund; Alfred Johst (Fernsehregie)
- 1977: Rum aus Jamaika – Rolle: Aline Flachmann – Inszenierung: Günther Siegmund; Alfred Johst (Fernsehregie)
- 1977: Mudder Mews – Rolle: Lisbeth Nibbe – Inszenierung: Günther Siegmund; Alfred Johst (Fernsehregie)
- 1977: Die Venus von Müggensack – Rolle: Annemarie Seiffert – Inszenierung: Günther Siegmund; Alfred Johst (Fernsehregie)
- 1978: Und oben wohnen Engels – Rolle: Alma Fritsche – Inszenierung: Günther Siegmund; Alfred Johst (Fernsehregie)
- 1981: Das Piratenstück – Rolle: Geesche Brandt – Inszenierung: Karl Otto Ragotzky; Alfred Johst (Fernsehregie)
- 1982: Doktur Puust – Rolle: Tille Bruhn – Inszenierung: Wolf Rahtjen; Alfred Johst (Fernsehregie)

## Hörspiele
- 1959: Allens blots Schören (Scherben) – Regie: Hans Tügel
- 1961: De Fährkrog – Regie: Nicht angegeben
- 1961: Homunkula – Regie: Heinz Lanker
- 1962: Carsten Curator – Regie: Hans Mahler
- 1962: Weg un Umweg – Regie: Heini Kaufeld
- 1963: De Dood in'n Appelboom – Regie: Heinz Lanker
- 1963: De Straaf – Regie: Heini Kaufeld
- 1963: De verloren Wiehnachtssteern – Regie: Günther Siegmund
- 1964: Dat Arvdeel – Regie: Otto Lüthje
- 1964: De Dintenfisch – Regie: Hermann Lenschau
- 1965: De gröne Muskant – Regie und Sprecher: Curt Timm
- 1965: Kramer Kray – Regie: Günther Siegmund
- 1965: Dat Sofaküssen – Regie: Günther Siegmund
- 1965: Sössunsösstig – Regie: Curt Timm
- 1965: De Seelenköper – Regie: Friedrich Schütter
- 1966: Familje Lammers (1. Teil, Drei Szenen: De Spegel, Nige Tapeten, Diplomatie) – Regie: Hans Tügel
- 1966: De hölten Deern – Regie: Günther Siegmund
- 1966: Frömde Fro an Bord – Bearbeitung und Regie: Günther Siegmund
- 1967: Familje Lammers (2. Teil, Drei Szenen: De tweie Lamp, Ut de Kniep holpen, De Hauptperson) – Regie: Hans Tügel
- 1967: Schatten vun güstern – Regie: Günther Siegmund
- 1967: Regenwind – Regie: Nicht bekannt
- 1967: De Düppler Sturmmarsch – Regie: Hans Tügel
- 1967: Op Düwels Schuvkaar – Regie: Hans Tügel
- 1968: Familje Lammers (3. Teil, Drei Szenen: Grönen Kohl, De Baas, Mannslüd) – Regie: Hans Tügel
- 1968: Wokeen hett schaten? – Regie: Heinz Lanker
- 1968: Solotouren – Regie: Heinz Lanker
- 1968: Afdanzball – Regie: Hans Tügel
- 1968: Dat Groschengraff – Regie: Günther Siegmund
- 1969: De Weg weer wiet – Regie: Heinz Lanker
- 1969: Keen Weg torügg – Regie: Jutta Zech und Heinz Lanker
- 1970: Dat Patentrezept – Regie: Hans Tügel
- 1971: Fenna Onnen – Regie: Jochen Schenck
- 1973: De Schrittmaker – Regie: Heinz Lanker
- 1973: To laat? – Regie: Karl-Heinz Kreienbaum